# Раздрто (Шентјернеј)
Раздрто (словен. Razdrto) је насељено место у општини Шентјернеј, регија Југоисточна Словенија, Словенија.

## Историја
До територијалне реорганизације у Словенији било је у саставу старе општине Ново Место.

## Становништво
У попису становништва из 2011. године, Раздрто је имало 44 становника.
| Број становника према пописима | Број становника према пописима | Број становника према пописима |
| ------------------------------ | ------------------------------ | ------------------------------ |
| 1991                           | 2002                           | 2011                           |
| 44                             | 38                             | 44                             |